# 757 (číslo)
Sedm set padesát sedm je přirozené číslo. Následuje po čísle sedm set padesát šest a předchází číslu sedm set padesát osm. Římskými číslicemi se zapisuje DCCLVII a řeckými číslicemi ψνζ.

## Matematika
757 je:
- Deficientní číslo
- Prvočíslo
- Nešťastné číslo

## Astronomie
- (757) Portlandia je planetka hlavního pásu, kterou objevil v roce 1908 Joel Hastings Metcalf

## Roky
- 757
- 757 př. n. l.